# آدنوزین تیامین دی‌فسفیت
آدنوزین تیامین دی‌فسفیت (به انگلیسی: Adenosine thiamine diphosphate) با فرمول شیمیایی C۲۲H۲۸N۹O۱۰P۲S- یک ترکیب شیمیایی است. که جرم مولی آن ۶۷۴٫۵۰ g/mol می‌باشد. 